# 圣玛丽亚-达博阿维斯塔
圣玛丽亚-达博阿维斯塔（葡萄牙語：Santa Maria da Boa Vista）是巴西伯南布哥州的一个市镇。总面积2977.8平方公里，总人口41870人，人口密度14.1人/平方公里。